# Ibn Abd al-Hakam

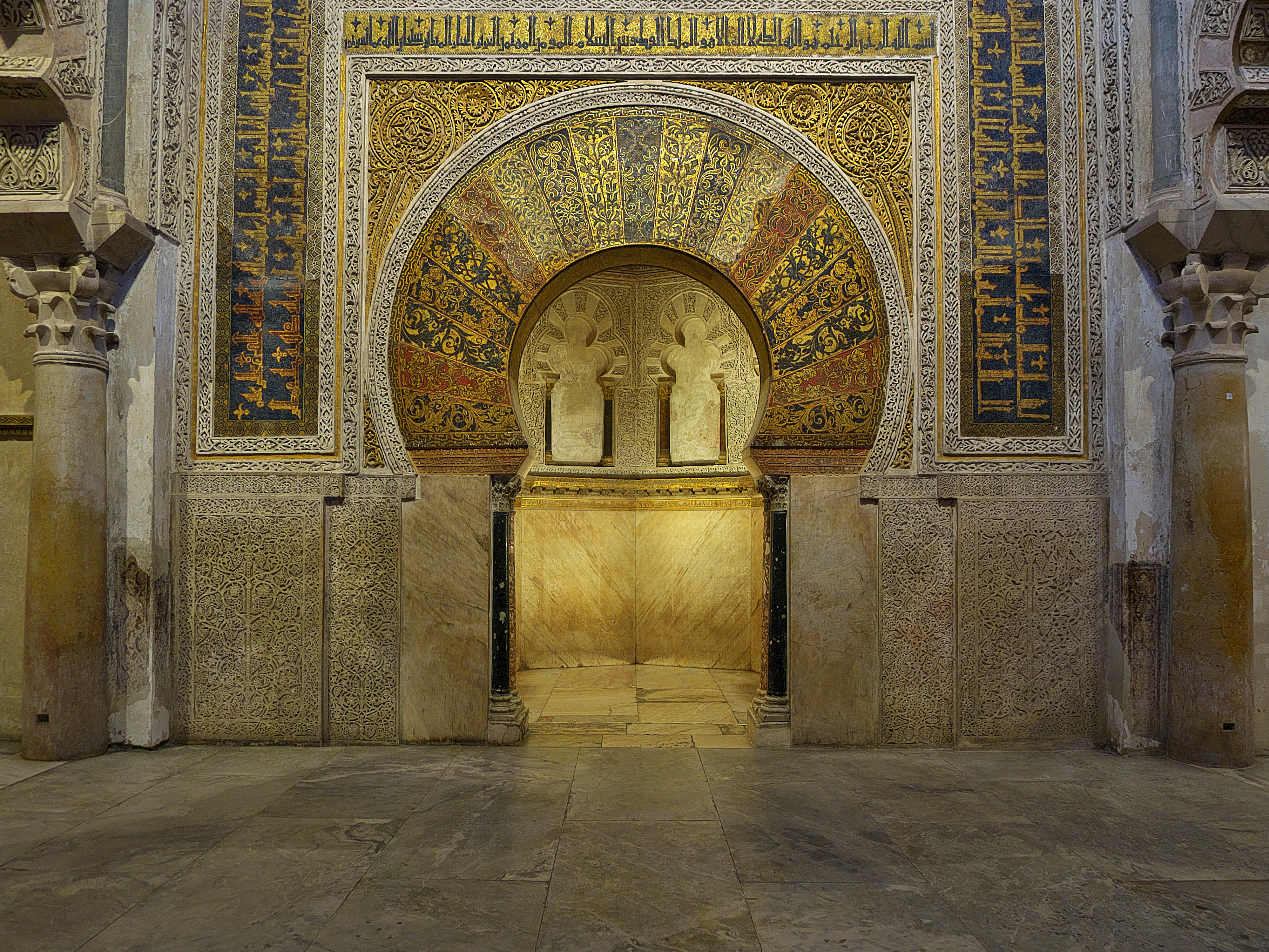
Su belleza y elegancia desafían toda descripción, ni griegos, ni musulmanes libraron obra más exquisita (Abū Abd Allāh Muhammad al-Idrīsī). Mandado a construir (965-967) por el califa Al-Hakam ibn ‘Abd ar-Raḥmān siendo primer ministro Ḥāŷib Ya‘far b. Abd al-Rahmān.

Abu’l-Qasim ‘Abd al-Rahman ibn ‘Abd Allah ibn ‘Abd al-Hakam (ca. 803 u 805 - 871), conocido como Ibn Abd al-Hakam, fue un compilador e historiador egipcio, cuya obra es la fuente principal para la conquista musulmana de Egipto.
Nacido en una familia árabe llegada a Egipto con la conquista, escribió en tiempos en que este grupo estaba siendo reemplazado como élite dirigente por soldados turcos llegados del este. La añoranza por la época anterior es palpable en sus textos.
Ibn Abd al-Hakam formó parte de la escuela historiográfica que surgió en Egipto durante los siglos VIII y IX. Alrededor del año 860 compiló en su forma actual la Historia de las conquistas, conocida en árabe como Futuh Misr ("Conquistas de Egipto") o Futuh Misr wa’l-Maghrib ("Conquistas de Egipto y del Magreb"). Se trata de una recopilación de narraciones y memorias procedentes de otras obras hoy perdidas, escritas en el país entre el siglo VIII y principios del IX basándose probablemente en las tradiciones orales locales. Entre estas obras perdidas se cuenta la de Yazid ibn Abi Habib († 745), quien parece haber sido el compilador más antiguo de tradiciones acerca de la conquista de Egipto.
De la obra de Ibn Abd al-Hakam procede toda la información que poseemos acerca de las primeras incursiones musulmanas en el Norte de África, de cuya narración derivan todas las fuentes posteriores. Es también la primera obra árabe sobre la conquista musulmana de la península ibérica, sirviendo asimismo de base a los relatos árabes posteriores. Incluye la leyenda de la habitación sellada en Toledo, y los relatos sobre el conde Ilyan o Julián y la batalla decisiva en un lugar llamado Shedunya (la batalla de Guadalete en 711); así como la explicación de una serie de topónimos del sur de España, derivados de los nombres de los personajes principales de la narración, incluyendo el conocido caso de Jabal-Tariq o "Montaña de Tariq", el moderno Gibraltar.
Wladyslaw B. Kubiak y el orientalista Robert Brunschvig consideran que Ibn Abd al-Hakam no era tanto un historiador como un jurista que buscaba precedentes legales y explicaciones históricas verosímiles para tradiciones jurídico-religiosas relacionadas con la conquista musulmana de Egipto y el Norte de África. En cambio, el historiador Hugh Kennedy da mayor significancia al contenido propiamente histórico de su obra.

## Ediciones y traducciones
- TORREY, Charles Cutler (ed.): Ibn Abd al-Hakam, Futuh Misr, New Haven, Connecticut, 1922.
- JONES, John Harris (1858): Ibn Abd el-Hakem, History of the Conquest of Spain, Gotinga. – Traducción inglesa.